# Баграт Галстанян
Архієпископ Баграт Галстанян (вірм. Բագրատ արքեպիսկոպոս Գալստանյան; нар. 20 травня 1971) — вірменський богослов і клірик Вірменської Апостольської Церкви, нині служить предстоятелем Тавушської єпархії. Він також служив предстоятелем Вірменської єпархії Канади, що базується в Монреалі з травня 2003 року по травень 2013 року

## Ранні роки
Баграт Галстанян народився 20 травня 1971 року в Гюмрі (тоді він називався Ленінакан) у Вірменській РСР, і під час хрещення отримав ім'я Вазген. Після навчання в Геворкянській семінарії Ечміадзінського монастиря він отримав сан диякона в 1993 році від єпископа Ананія Арабаджяна. У 1995 році він отримав відмінну оцінку за свою дисертацію на тему «Повчання і теологія Хосрова Андревського про щоденні молитви нашої Церкви». Того ж року Католикос усіх вірмен Гарекін I висвятив Вазгена на священника-целібату де той прийняв ім'я на честь архієпископа Баграта Вардазаряна, який загинув під час репресій 1937 року.

## Церковна кар'єра
У 1995 році, перебуваючи на посаді директора недільної школи Святого Григорія Просвітителя у Святому Ечміадзіні, єпископ Баграт був призначений віцепрезидентом новоствореного Центру християнської освіти та проповіді. У цей період до його обов’язків входило викладання Святої Літургії, церковної історії та богослов’я та вірменських церковних гімнів у семінаріях Геворкяна та Вазгеняна у Вірменії.
У 1996 році він став головним редактором Ечміадзіна, щомісячного офіційного видання Ечміадзінського монастиря. Крім того, він брав участь у підготовці релігійних учителів у п'яти регіонах Вірменії через Християнський освітньо-проповідницький центр. До них належав Американський університет Вірменії в Єревані та в районах Ечміадзін, Армавір, Масіс, Арташат і Апаран. Він був одним із засновників релігійних телевізійних програм «Ґантег».
З 1996 по 1998 рік єпископ Баграт допомагав Гарегіну I як секретар у його папських візитах до Південної Америки, Москви, Великобританії та Австрії. В Австрії він брав участь, як делегат, у другій Раді Європейських Церков у Граці.
У 2000 році, після завершення навчання в Англії, єпископ Баграт повернувся до Вірменії, де Католікос усіх вірмен Гарегін II призначив його директором Васкеніанської духовної академії (вірм. Վազգէնեան Դպրանոց), на Севані. У семінарії він викладав теологію святого Павла, теологію святого Євангеліста Івана, а також історію Церкви. Під його керівництвом був створений поліфонічний хор Лусаворіча (вірм. Լուսաւորիչ). Згодом вони випустили два компакт-диски : Arevagal in Geghard та Komitasian Holy Mass. Хор давав концерти в Єревані, виступав перед глядачами в Ечміадзині, Севані та по всій Вірменії. Васкеніанська семінарія також видавала свій перший щорічний богословський журнал Соурп Аракелоц (вірм. Սուրբ Առաքելոց).
Перебуваючи в семінарії, єпископ Баграт вперше в Східній Європі та колишніх республіках СРСР та її церквах запровадив предмет «Зелена теологія». У співпраці з офісом Всесвітньої Ради Церкви в «Круглому столі» Матірного Престолу ця тема була перенесена в семінарію і таким чином представлена Вірменській Церкві.
У 2002 році отримав сан вардапета за дисертацію на тему «Проблема таїнства миропомазання у Вірменській Церкві». У цей час Баграт був призначений головою новоствореного відділу медіа, зв'язків і комунікацій Вірменської апостольської церкви. Ця посада також включала керівництво духовними програмами на телеканалі Шогакат TV. Баграт став модератором власної телепрограми «Знати Євангеліє». Ця серія складалася з щотижневих проповідей і коментарів до Нового Заповіту, включаючи численні епізоди дебатів і дискусій на релігійні теми. Баграт Галстанян опублікував численні статті з теології, соціальної та культурної сфер, що стосуються Вірменії та Вірменської Церкви.
У 2002 році він був призначений генеральним вікарієм єпархії Арагацотн у Вірменії.  Баграт заснував дитячу танцювальну групу і хор в Ошакані, розширив і реструктурував Християнський освітній центр і заснував «Молодіжні обчислювальні центри». 17 монастирів і церков з прилеглими до них землями були знову отримані від уряду в Аштараку, Апарані і Таліні, які історично належали Вірменській Апостольській церкві, але були анексовані попереднім радянським режимом. Він створив денний центр молодіжного догляду в Таліні під духовним керівництвом єпархії Арагацотн.
Генеральна асамблея Канадської єпархії обрала Галстаняна предстоятелем єпархії Вірменської Церкви Канади в травні 2003 року. Згодом, 22 червня того ж року, Гарекін II возвів Баграта в сан єпископа в соборі Ечміадзінського монастиря, на свято Святого Ечміадзіна.  Галстанян програв вибори предстоятеля 25 травня 2013 року, його замінив Арен Джебеджян. 
У 2015 році Галстанян був призначений предстоятелем Тавушської єпархії Гарегіном II і був призначений до Вищої духовної ради у 2017 році. 
17 лютого 2023 року Галстанян був возведений в сан архієпископа Гарегіном II.

## Освіта
За рекомендацією Гарегіна I у 1998 році його відправили до Англії для навчання в університеті Лідса. Він відвідував навчання в Коледжі Воскресіння в Мірфілді, одночасно обіймаючи посаду візитного священника вірменської церкви Святої Трійці Манчестера до 2000 року. З 1996 по 2000 рік єпископ Баграт був активним учасником організаційного виконавчого комітету святкування 1700-річчя.прийняття християнства у Вірменії.
У листопаді 2012 року Баграт Галстанян закінчив навчання в аспірантурі Університету Конкордія та здобув ступінь магістра богословських наук. Його сферою дослідження були теологія та біоетика, а його обрана дисертація — «Система охорони здоров’я у Вірменії: історична, соціальна та теологічна перспектива: минуле, сьогодення та перспективи».

## Відзнаки
6 січня 2013 року в Монреалі Галстаняну була вручена медаль Diamond Jubilee королеви Єлизавети II. Олександр Булеріс, член парламенту Канади, вручив медаль від імені Томаса Мулкера, тодішнього лідера Нової демократичної партії Канади та члена парламенту від Канади. 

## Протестна діяльність
4 травня 2024 року архієпископ Баграт Галастанян почав марш протесту з Тавуша і прибув до Єревана 9 травня 2024 року.
26 травня 2024 року рух «Тавуш за батьківщину», очолюваний Галстаняном, провів мітинг за участю десятків тисяч прихильників, які разом з архієпископом вимагали відставки прем’єр-міністра Нікола Пашиняна та його уряду  після того, як уряд Вірменії в односторонньому порядку погодився повернути Азербайджану чотири села в Ґазахському районі поблизу Тавушської області, які були захоплені Вірменією під час Першої Карабаської війни в рамках процесу делімітації кордону між двома країнами.
26 травня 2024 року рух «Тавуш за батьківщину» висунув архієпископа Баграта Галастаняна своїм кандидатом на пост прем'єр-міністра Вірменії.